# Guarda Municipal do Rio de Janeiro
Guarda Municipal do Rio de Janeiro (GM-Rio) é uma instituição municipal (autarquia) que atua na segurança pública do Rio de Janeiro. Vinculada à Secretaria Municipal de Ordem Pública (SEOP), foi criada, em 1993, para proteger o cidadão e atuar no ordenamento urbano, na fiscalização do trânsito e das posturas municipais, na preservação de bens, serviços e instalações e no apoio às ações de Segurança Pública.
Com mais de 7 mil guardas, a GM-Rio mantém 35 unidades operacionais na cidade, atuando no patrulhamento e em ações de segurança em praias, praças, parques, escolas municipais e nos principais pontos turísticos do Rio. É considerada a maior Guarda Municipal desarmada do país e é referência em ações operacionais.

## Criação e implantação
No dia 27 de setembro de 1992, a Guarda Municipal do Rio de Janeiro (GM-Rio) foi criada pela Lei Municipal 1.887, e efetivamente implantada pelo Decreto Municipal 12.000, de 30 de março de 1993. Força de segurança pública da Prefeitura do Rio de Janeiro, a GM-Rio teve como missão inicial proteger bens, serviços e instalações municipais, contribuindo para a qualidade de vida da população. O mesmo decreto instituiu a Empresa Municipal de Vigilância (EMV), cujo nome fantasia era "Guarda Municipal da Cidade do Rio de Janeiro - GM-RIO". 
O embrião da Guarda Municipal do Rio de Janeiro foi gerado com o concurso de 1993, para a contratação de dois mil agentes. Todo o processo foi feito pela Comlurb, uma vez que a GM-Rio ainda não estava implantada oficialmente. Em março de 1993, a nova instituição de segurança da Prefeitura incorporou os aprovados neste concurso mais 250 dos 340 vigilantes que integravam a Gerência de Vigilância e Segurança Patrimonial da Comlurb. Com os dois mil guardas, a GM-Rio começou sua atuação promovendo ações de controle urbano no Centro e patrulhando algumas áreas públicas (como Aterro do Flamengo e Quinta da Boa Vista). Para cobrir os demais pontos do município, a GM-Rio iniciou a implantação de inspetorias, ampliando aos poucos sua estrutura para se transformar em canal permanente de assistência e integração com as comunidades. 
Em uma segunda etapa, a GM-Rio passou a criar grupamentos especiais para cumprir missões específicas que cuidam de escolas (GRE), praias (GEP), turistas (GAT), meio ambiente (GDA), controle urbano (GTM), controle especial urbano (GOE), trânsito (GET), operações com cães (GOC) e patrulhamento em motocicletas (GGM), Unidades Especiais Marítimas e Especiais de Resgate de Cidadania (GMM, Sossego e Lixo Zero), além de Unidades de Ordem Pública (UOP), estas últimas criadas em 2011 e 2015 para atender as demandas pontuais do município, além disso uma Academia de Formação, inaugurada em janeiro de 2004, a Guarda Municipal do Rio deu um passo pioneiro, sendo a única entre todas as instituições desarmadas existentes no Brasil a ter o seu próprio Centro de Formação e Treinamento. Funcionando como universidade corporativa, a Academia da Guarda Municipal do Rio de Janeiro oferece inúmeras atividades de aperfeiçoamento e atualização profissional, assim como intercâmbio com outras instituições, em uma constante troca de experiências In loco ou pelo sistema EAD.
Em 15 de outubro de 2009, entrou em vigor a Lei Complementar nº 100 que extinguiu a Empresa Municipal de Vigilância e criou a autarquia denominada Guarda Municipal da Cidade do Rio de Janeiro na estrutura da administração indireta da Prefeitura do Rio de janeiro.
Em 8 de agosto de 2014, entrou em vigor a Lei nº 13.022, revestida com os atributos essenciais da atividade policial. A legislação especifica 15 princípios mínimos de atuação das guardas municipais, sendo:
1. proteger bens, serviços e instalações municipais do Rio de Janeiro;
2. fiscalizar, organizar e orientar o tráfego de veículos no território municipal, observadas estritamente as competências municipais;
3. orientar a comunidade local quanto ao direito de utilização dos bens e serviços públicos;
4. proteger o meio ambiente, o patrimônio histórico, cultural, ecológico e paisagístico do Município;
5. apoiar e orientar o turista brasileiro e estrangeiro;
6. colaborar com as operações de defesa civil do Município;
7. estabelecer, em conjunto com os órgãos de polícia ostensiva de trânsito, as diretrizes para o policiamento de trânsito, no âmbito do Município;
8. cumprir e fazer cumprir a legislação e as normas de trânsito, no âmbito de atribuição do Município;
9. executar a fiscalização de trânsito, autuar e aplicar as penalidades de advertência por escrito e ainda as multas e medidas administrativas cabíveis, inclusive por infrações de circulação, estacionamento e parada previstas no Código Brasileiro de Trânsito, notificando os infratores, no âmbito de atribuição do Município;
10. fiscalizar, autuar e aplicar penalidades e medidas administrativas cabíveis, relativas a infrações de excesso de peso, dimensões e lotação dos veículos, notificando os infratores no âmbito de atribuição do Município;
11. participar de projetos e programas de educação e segurança de trânsito de acordo com as diretrizes estabelecidas pelo Conselho Nacional de Trânsito (CONTRAN);
12. vigiar os espaços públicos, tornando-os mais seguros em colaboração com os órgãos responsáveis pela segurança pública em nível federal ou estadual;
13. exercer o poder de polícia no âmbito do Município do Rio de Janeiro, inclusive sancionatório, ressalvadas as hipóteses em que, por força de lei, a atribuição seja privativa de outra categoria funcional, situação em que poderá auxiliar a fiscalização com a prática de atos meramente materiais;
14. implementar ações comunitárias, no intuito de aproximar o Poder Público dos grupos sociais, visando identificar e trabalhar, no limite das suas atribuições, os problemas específicos de cada área da Cidade;
15. fazer a escolta do Prefeito do Rio de Janeiro com 5 motociclistas da Guarda Municipal.

## Estrutura
A Guarda Municipal conta com uma Academia de Formação de Guardas Municipais, 15 IGMs, as Inspetorias da Guarda Municipal, UOPs, as Unidades de Ordem Pública e Grupamentos e Unidades Especiais, distribuídas por pontos estratégicos do município, de forma a cobrir todos os seus bairros. O seu efetivo de mais de 7.330 guardas desenvolve um patrulhamento urbano próprio à sua finalidade.

### Grupamentos e Unidades Especiais
- Grupamento Tático Móvel (GTM)
- Grupamento de Ronda Escolar (GRE)
- Grupamento de Operações Especiais (GOE)
- Grupamento de Guardas Motociclistas (GGM)
- Grupamento Especial de Praia e Marítimo (GEP e GMM)
- Grupamento de Defesa Ambiental (GDA)
- Grupamento de Operações com Cães (GOC)
- Grupamento de Apoio ao Turista (GAT)
- Grupamento especial de Trânsito (GET)
- Unidade de Resgate de Cidadania, Sossego e Urbanidade (URC-SU)
- Unidade de Resgate de Cidadania e Lixo Zero (URC-LZ)

#### Unidades de Ordem Pública (UOP)
- UOP - PORTO - Unidade de Ordem Pública (Porto Maravilha)
- UOP - CATETE - Unidade de Ordem Pública (Catete, Flamengo, Glória e Largo do Machado)
- UOP - COPA - Unidade de Ordem Pública - (Copacabana e Leme)

#### Inspetorias da Guarda Municipal
- 1ª IGM - 1ª Inspetoria da Guarda Municipal (Centro)
- 2ª IGM - 2ª Inspetoria da Guarda Municipal (Zona Sul)
- 3ª IGM - 3ª Inspetoria da Guarda Municipal (Higienópolis)
- 4ª IGM - 4ª Inspetoria da Guarda Municipal (Barra da Tijuca)
- 5ª IGM - 5ª Inspetoria da Guarda Municipal (Bangu)
- 6ª IGM - 6ª Inspetoria da Guarda Municipal (Madureira)
- 7ª IGM - 7ª Inspetoria da Guarda Municipal (Praça Seca)
- 8ª IGM - 8ª Inspetoria da Guarda Municipal (Tijuca)
- 9ª IGM - 9ª Inspetoria da Guarda Municipal (Botafogo e Flamengo)
- 10ª IGM - 10ª Inspetoria da Guarda Municipal (CASS)
- 11ª IGM - 11ª Inspetoria da Guarda Municipal (Parque Madureira)
- 12ª IGM - 12ª Inspetoria da Guarda Municipal (Ilha do Governador)
- 13ª IGM - 13ª Inspetoria da Guarda Municipal (Campo Grande)
- 14ª IGM - 14ª Inspetoria da Guarda Municipal (Santa Cruz)
- 15ª IGM - 15ª Inspetoria da Guarda Municipal (Méier)

## Hierarquia
A Guarda Municipal do Rio de Janeiro, por ser uma instituição de caráter civil, possui uma nomenclatura para sua hierarquia que difere das forças militares e para-militares do Brasil. Como a maioria das guardas municipais, segue uma nomenclatura baseada em nomes como "guarda", usados para designar seus membros que exerçam funções operacionais, e "Líderes", "Subinspetores", "Inspetores" e "Inspetores Regionais", para aqueles que exerçam uma das cinco funções de comando.

### Insígnias de funções de comando

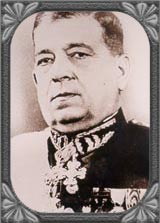
Marechal do Exército Euclides Zenóbio da Costa

| Líder                                         | Subinspetor | Inspetor | Inspetor Regional |
| --------------------------------------------- | ----------- | -------- | ----------------- |
|                                               |             |          |                   |
| Insígnias ostentadas nos ombros dos uniformes |             |          |                   |

## Patrono
Herói da Segunda Guerra Mundial, o marechal do Exército Brasileiro Euclides Zenóbio da Costa foi instituído patrono da GM-Rio pelo decreto municipal nº 13.588, de 9 de janeiro de 1995. O marechal foi o primeiro comandante da Polícia Municipal do Rio, criada em 1934 pelo então Prefeito do Distrito Federal, Pedro Ernesto. O oficial assumiu o comando da corporação em maio de 1935, permanecendo no cargo até abril de 1936. Como general, fundou o 1.º Batalhão da Polícia do Exército – do qual também é patrono, chegando a Ministro do Exército em 1954.